# Guadalupe Ortiz de Landázuri
Guadalupe Ortiz de Landázuri Fernández de Heredia ou Beata Guadalupe Ortiz (Madri, 12 de Dezembro de 1916 - Pamplona, 16 de Julho de 1975) foi uma química espanhola. Foi doutora em Ciências Químicas, professora universitária e pesquisadora de Química Aplicada (na área de materiais refratários isolantes para diminuir o consumo de energia, e no setor têxtil). Além da Espanha, desenvolveu sua atividade profissional no México e Itália. Foi uma das primeiras fiéis leigas (numerária) da Prelazia do Opus Dei, sendo proclamada Venerável pela Igreja Católica, e no dia 18 de maio de 2019 foi beatificada na capital espanhola.

## Biografia
Guadalupe Ortiz nasceu em 12 de dezembro de 1916 em Madri. Estudou Química, curso que terminou em 1940 – interrompido durante a guerra civil espanhola – com um dos melhores currículos da turma. Querendo dedicar-se à docência universitária, começou o doutorado.
Em 1936, na madrugada de 8 de setembro, na Prisão Modelo de Madri, seu pai foi fuzilado. Guadalupe, que neste momento tinha 20 anos, acompanhou-o durante sua última noite “apoiando com sua serenidade a meu pai e também a mim”, como contou seu irmão mais velho, Eduardo, médico, cujo processo de canonização também foi iniciado.
Em janeiro de 1944, por meio de uma pessoa conhecida a quem confiou que desejava falar com um sacerdote, agendou uma conversa com o Pe. Josemaría Escrivá e, atraída por sua profunda alegria, abriu-se em confidência e lhe perguntou: “Que devo fazer com a minha vida?” Como ela mesma contaria mais tarde, a conversa foi decisiva: “Tive a sensação clara de que Deus me falava através daquele sacerdote”.
Em 19 de março, com 27 anos, escreveu uma carta a São Josemaría, pedindo a admissão no Opus Dei como numerária. Nessa época, havia ainda muito poucas mulheres no Opus Dei e o trabalho que havia para fazer era abundante. Guadalupe dedicou todos os seus esforços ao que era necessário em cada momento: a administração doméstica dos primeiros Centros, o início do trabalho em outras cidades espanholas como Bilbao e Saragoça, a direção da primeira residência universitária – Zurbarán – em Madri. Seu caráter otimista e comunicativo contribuiu para um ambiente cordial no qual as estudantes se sentiam queridas e estimuladas a viver com responsabilidade sua vida cristã.
Para iniciar as atividades apostólicas com mulheres no México, o Fundador do Opus Dei pensou – entre outras – em Guadalupe. Ela respondeu afirmativamente e lhe escreveu: “Hoje pedi muito à Virgem Maria para que no México se possa fazer muito. Sei que no começo será difícil: tenho certeza, mas não me preocupo”. Lembrando esse começo, disse: “Em 5 de março de 1950, saímos de Madri. Eu era a mais velha, ainda que fosse muito jovem. Levávamos somente a bênção do Padre, amor ao Senhor e bom humor”.
Ao chegar ao México, Guadalupe se matriculou em algumas matérias do doutorado em Química, que ainda não havia terminado. Logo em seguida começaram, com a ajuda de pessoas conhecidas, os trâmites necessários para a instalação da residência universitária.
Guadalupe, diante do imenso trabalho que tinha em suas mãos, do cuidado das pessoas e das preocupações econômicas que também não faltavam, escrevia ao Padre:...“tudo isso, conhecendo-me como me conhece, não é verdade que é demais para mim? Porém não desanimo nem me assusto, somente lhe peço oração para que nunca, em nada, por pequeno ou grande que seja, deixe de fazer o que Deus quer”.
Durante uma viagem a Roma, em outubro de 1956, teve que passar por uma cirurgia devido aos primeiros sintomas de uma doença cardíaca. Mesmo tendo se recuperado da cirurgia, seu coração não havia se restabelecido por completo, sofrendo contínuas recaídas. Sua doença, contudo, passava normalmente inadvertida. Como em tudo na sua vida, via na doença um novo modo de aproximar-se de Cristo.
Não voltou mais ao México. Muitas das pessoas que a conheceram neste país escreveriam, depois, suas lembranças. Em uma delas se lê: “sua forma de rezar chamou a minha atenção; colocava-se em Deus e ficava muito recolhida e sempre a víamos alegre, contente e risonha. Fui descobrindo, com ela, o que era uma entrega a Deus. Chamava a atenção o modo como vivia o que dizia; tinha encarnado o espírito da Obra”. E referindo-se ao seu caráter forte, se disse: “quando tinha de corrigir, o fazia com fortaleza, mas com tanta delicadeza e carinho que não se entendia a repreensão como tal, ao contrário, a agradeciam”.
Depois de passar um tempo em Roma, colaborando com São Josemaría no trabalho de governo do Opus Dei, Guadalupe voltou à Espanha. Entre 1960 e 1974, deu aulas no Instituto Ramiro de Maeztu e na Escuela de Maestría Industrial da qual foi catedrática e vice-diretora. Em junho de 1965, defendeu a sua tese de doutorado, obtendo a máxima pontuação. Guadalupe preocupava-se em proporcionar aos seus alunos uma boa formação humana, além do simples ensino de Química ou Física. Uma de suas alunas escreveu: “Foi para mim uma professora especial da qual nunca poderei me esquecer. Tinha uma grande personalidade e era uma mulher belíssima, embora se vestisse sobriamente, sem adornos supérfluos. Era, entretanto, muito simples; tratava-nos muito bem, com compreensão e afeto. Por isso, se criou ao redor dela um agradável ambiente. Lembro-me de como, afastando-se do quadro negro cheio de fórmulas químicas, nos falava do que se podia fazer com as combinações de diferentes elementos químicos e nos mostrava que tudo era uma manifestação impressionante da diversidade da criação e concluía: ‘Vede como Deus faz as coisas!’”.
A partir de 1968, participou também na promoção do Centro de Estudos e Pesquisas em Ciências Domésticas, como professora de Materiais Têxteis.
Em 1˚ de julho de 1975, devido a uma grave lesão cardíaca, teve que fazer uma cirurgia na Clínica Universitária de Navarra. Como consequência de complicações posteriores, faleceu em 16 de julho. Seu irmão, Eduardo, explica: “Ela sabia dos riscos de tal cirurgia e, sem a menor hesitação, aceitou-a, pensando que assim poderia ser mais útil à Obra ou, «se eu não resistir e Deus quiser que eu morra» –dizia–, «ir para o Céu é ainda melhor»".
Em 18 de novembro de 2001, o Cardeal Arcebispo de Madri, D. Antonio Maria Rouco Varela, presidiu a abertura do seu processo de canonização na capital espanhola. Em 2018 foi reconhecido um milagre atribuído a sua intercessão, e em 18 de maio de 2019 foi beatificada em Madri, como a primeira leiga do Opus Dei a ser beatificada.